# Japanamax

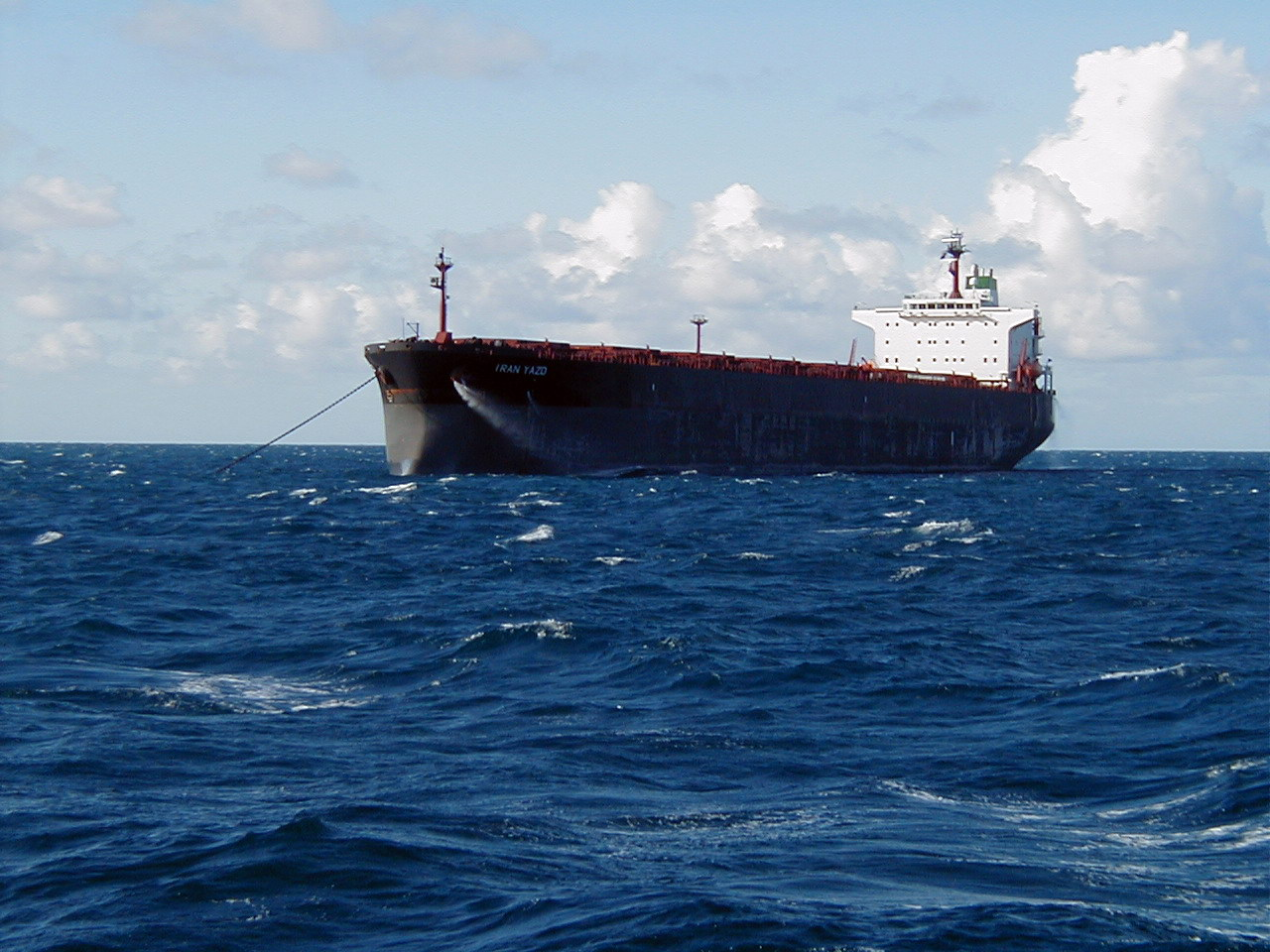
225 m Panamax Massengutfrachter herkömmlicher Bauart

Japanamax ist eine Größenangabe für Schiffe. Sie bezeichnet einen Bautyp von Massengutfrachter, der von der japanischen Werft Ōshima Zōsensho (大島造船所) entwickelt wurde, um mit ihm bei einer höheren Ladekapazität noch alle relevanten japanischen Häfen mit Getreideverladung zu erreichen. Schiffe dieser Bauart sind 225 m lang und haben eine Tragfähigkeit von 82.000 statt der bei dieser Schiffsgröße etwa üblichen 77.000 Tonnen. Ein Japanamax-Schiff ist daher von den Abmessungen eine Unterart der Kategorie Panamax.